# Elbe 3 (schip, 1888)

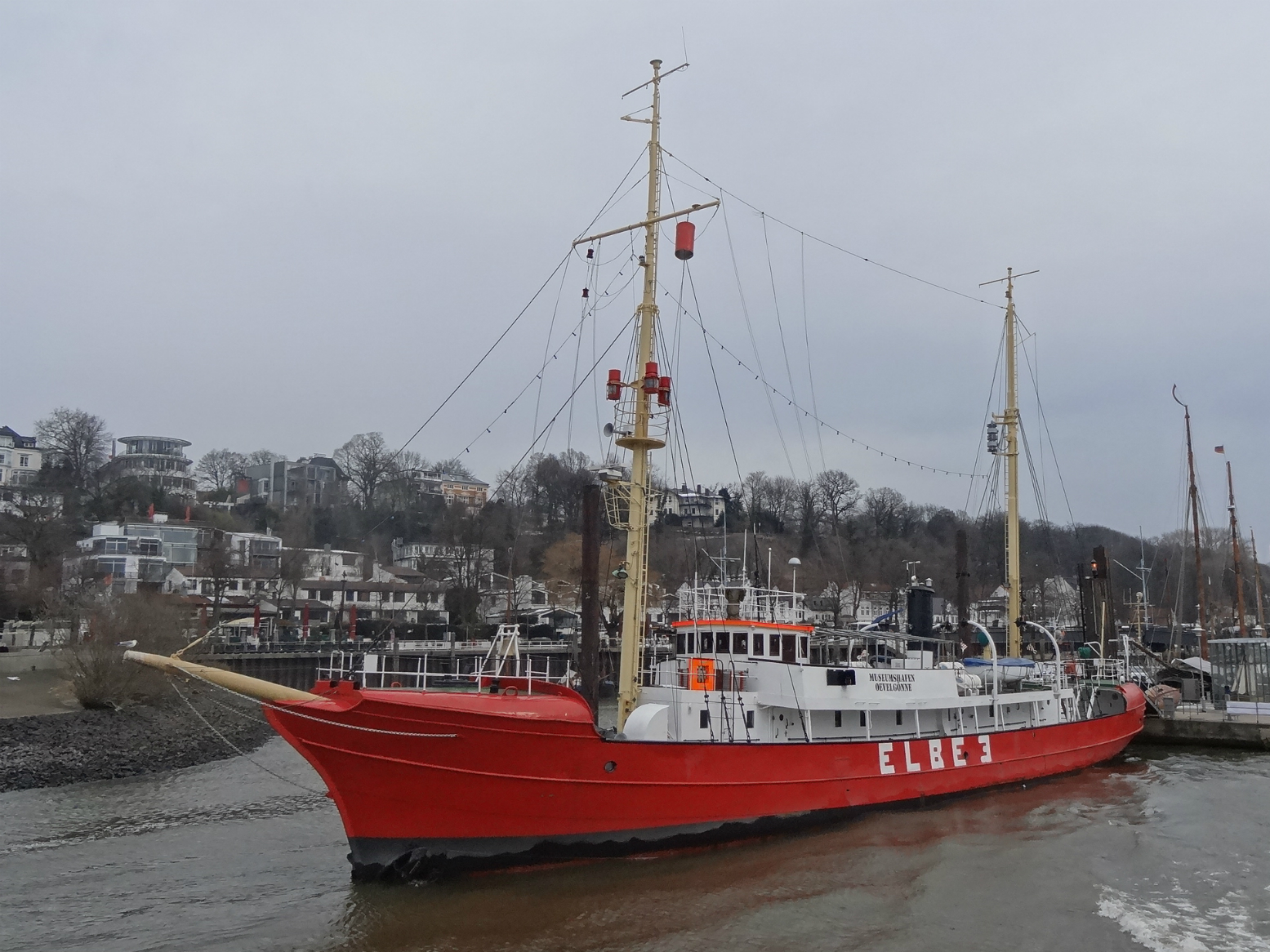
Lichtschip Elbe 3 in Hamburg

Het Lichtschip Elbe 3 is een Duits lichtschip. In 1888 werd met de bouw gestart op de scheepswerf van Johann Lange in Vegesack, nu een stadsdeel van Bremen. Na bijna 90 jaar dienst werd ze op 23 mei 1977 uit dienst gesteld en is nu een museumschip en ligt in de Museumshafen Oevelgönne in Hamburg.

## Beschrijving
De Elbe 3 is 45 meter lang en 7 meter breed. Het heeft een diepgang van 4 meter. Haar romp is gemaakt van geklonken staalplaten. Het heeft twee masten in de hoofdmast zitten drie lampen met elk een vermogen van 500 watt die rondom licht gaven. Om het schip op positie te houden waren er ankers. De bemanning bestond uit 11 personen die om de veertien dagen werden afgelost.
In 1936-1937 werd het schip gerenoveerd. Er kwam een dieselmotor van 300 pk aan boord. De 6-cilinder motor van Motorenwerke Mannheim werd met zeewater gekoeld. Verder kwamen er twee kleinere hulpmotoren van elk 24 pk die werden aangesloten aan een gelijkstroomgenerator voor de elektriciteitsvoorziening.

## Ligging
In juni 1889 werd het schip voor het eerst geplaatst op de locatie voor de monding van de Wezer. Hier geeft het schip tot 1954 gelegen. Het heeft vervolgens tot 1966 dienstgedaan op de locatie Bremen en de laatste elf jaar lag het op de positie Elbe 3.
Na buitengebruik te zijn gesteld werd het in 1979 opgenomen in de collectie van het Museumshafen Oevelgönne.

## Trivia
- Er is nog een lichtschip met dezelfde naam. Deze lag tot 1967 op dezelfde positie. Dit schip maakt onderdeel uit van de collectie van het Deutsches Schiffahrtsmuseum in Bremerhaven.